# Barleria venenata
Barleria venenata är en akantusväxtart som beskrevs av I.Darbysh.. Barleria venenata ingår i släktet Barleria och familjen akantusväxter. Inga underarter finns listade i Catalogue of Life.